# ألكسندر ياغيلون
ألكسندر ياغيلون (بالإنجليزية: Alexander Jagiellon) (و. 1461 – 1506 م) هو ذو سيادة، من دوقية لتوانيا الكبرى، ولد في كراكوف، توفي في فيلنيوس، عن عمر يناهز 45 عاماً.

## مناصب
تولى منصب ملك بولندا ‏ (12 ديسمبر 1501–19 أغسطس 1506).

## معرض صور

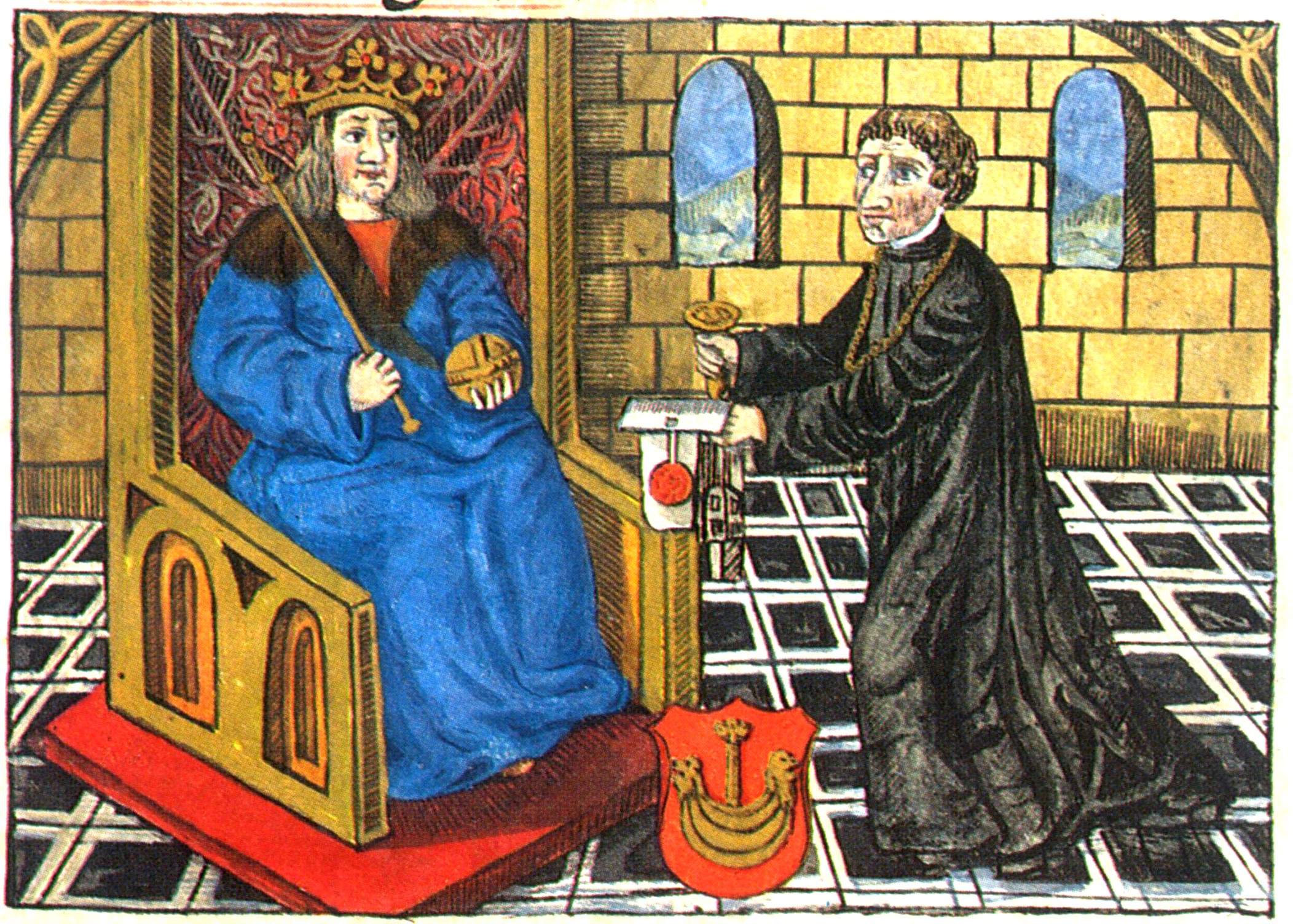
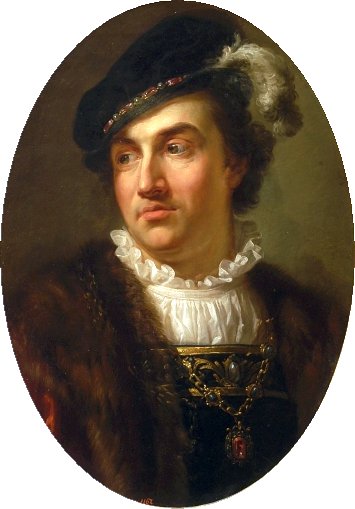
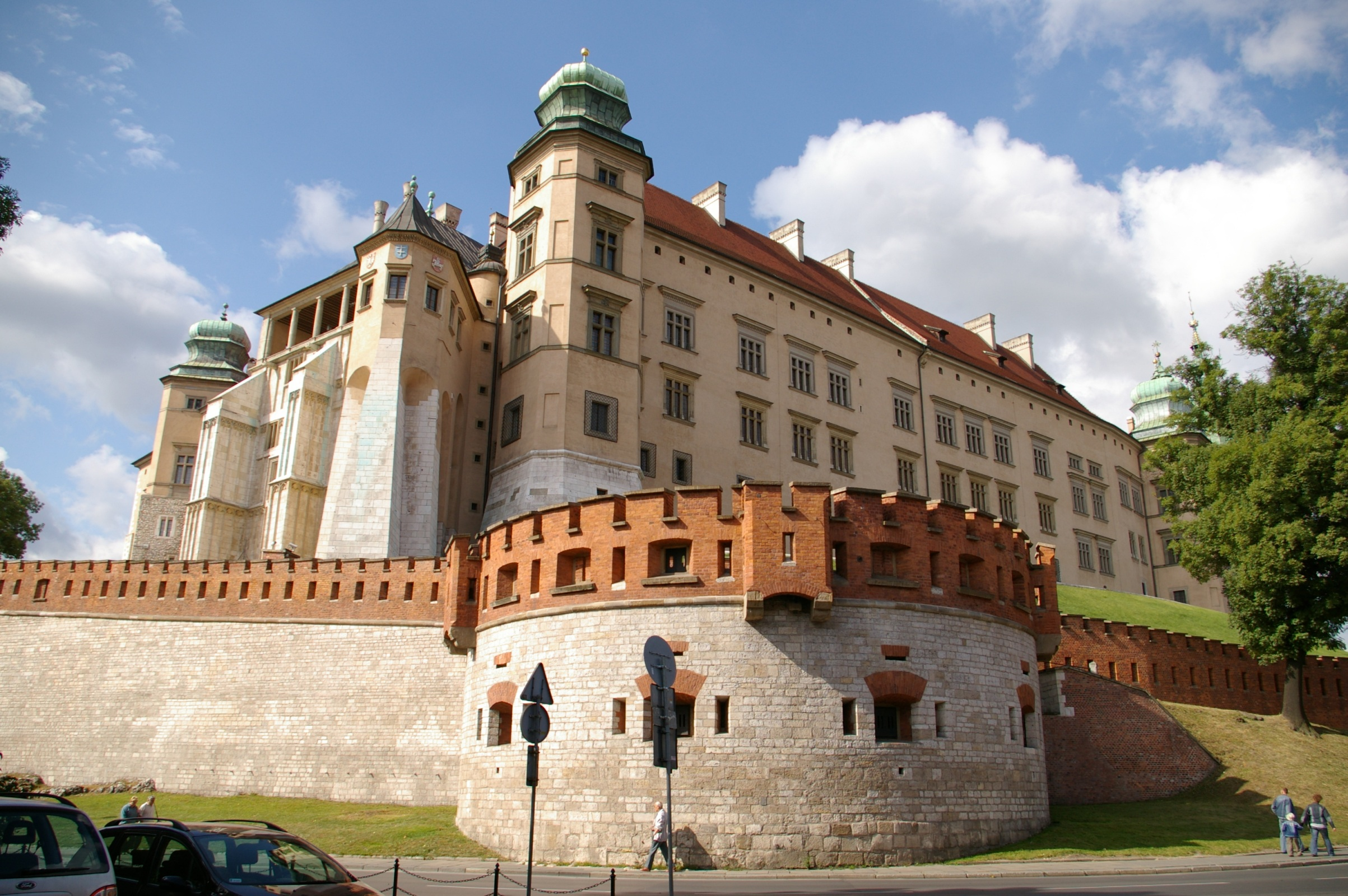
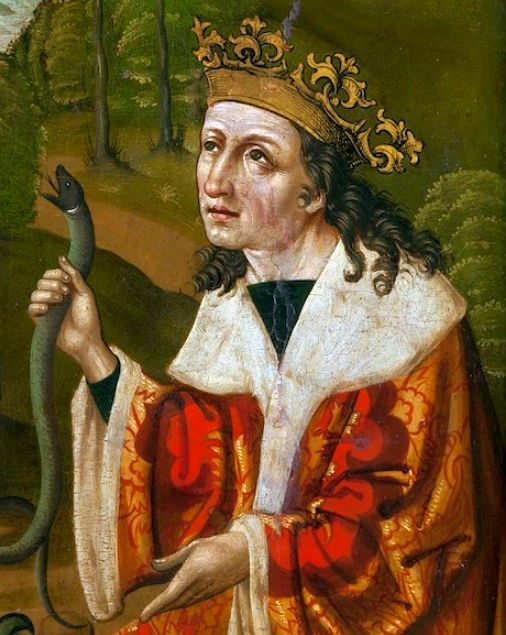
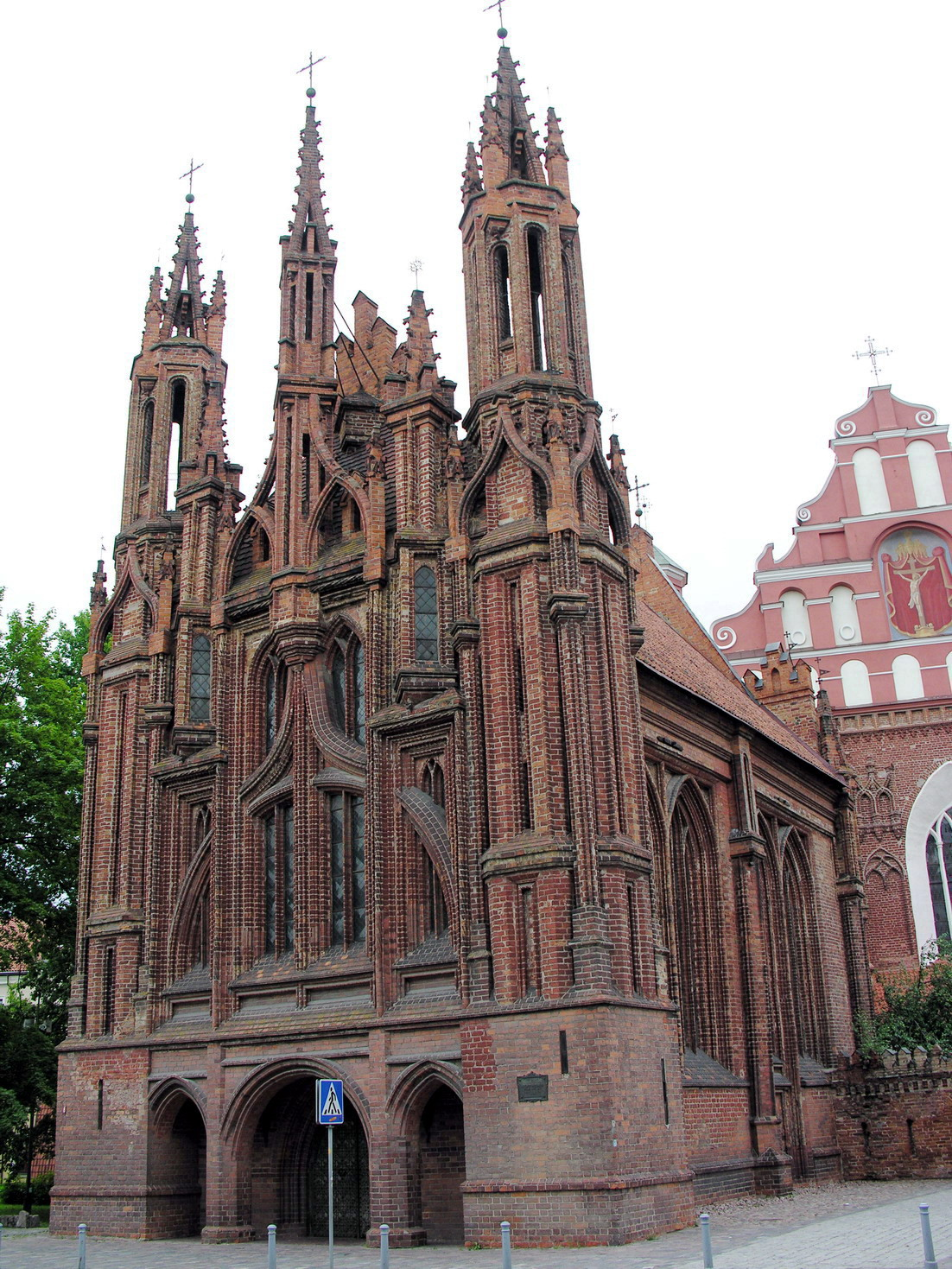

## جوائز
حصل على جوائز منها:
- جولدن روز  [لغات أخرى]‏.